# David Prowse
Pour les articles homonymes, voir Prowse.
David Charles Prowse est un culturiste et acteur britannique né le 1er juillet 1935 à Bristol (Angleterre) et mort le 28 novembre 2020 à Londres, principalement connu pour avoir été le premier à endosser le personnage de Dark Vador dans la saga Star Wars entre 1977 et 1983.

## Biographie
David Prowse n'a jamais connu son père et a grandi dans une famille modeste. Videur pour une salle de danse dans sa jeunesse, il y rencontre sa future épouse, avant de travailler comme maître-nageur. Il se lance dans l'haltérophilie, et remporte en 1961 la 3e place au championnat national britannique en catégorie poids lourd. Il est ensuite champion britannique dans cette catégorie en 1962, 1963 et 1964. Il représente l'Angleterre à l'épreuve combinée du 110 kg aux Jeux de l'Empire britannique et du Commonwealth de 1962 à Perth, en Australie. C'est sa seule participation aux Jeux du Commonwealth,,.

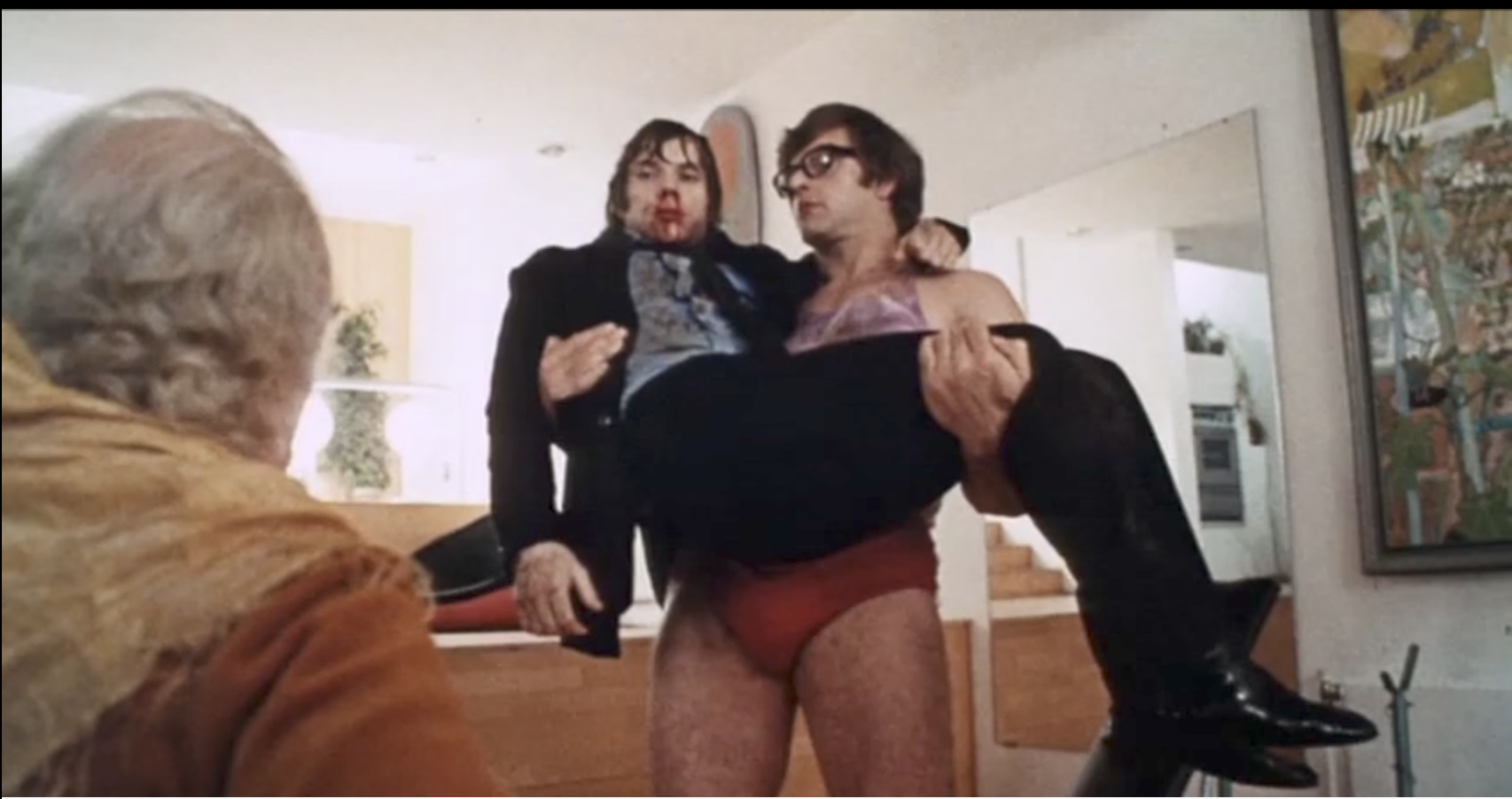
Julian (David Prowse) portant Alex Delarge (Malcolm McDowell) dans Orange Mécanique

Son premier rôle notoire au cinéma est celui de Julian, le serviteur de Mr. Alexander, dans Orange Mécanique de Stanley Kubrick.
Outre son rôle de Dark Vador, David Prowse a tenu, au cinéma ou à la télévision britannique, de nombreux rôles qui tiraient généralement parti de sa haute taille. Il a interprété à deux reprises, dans des films d'horreur de la Hammer, le rôle du monstre de Frankenstein ; avant ces deux apparitions, on le voit d'ailleurs tenir le même rôle, dans Casino Royale de 1967, le temps d'une brève apparition-gag. 
Au Royaume-Uni, sa notoriété découle également de son association avec une campagne destinée aux enfants sur la sécurité routière : choisi en 1971 pour incarner le Green Cross Code Man, un personnage de super-héros conseillant les enfants, David Prowse tient ce rôle durant de longues années, que ce soit dans des spots télévisés ou dans des apparitions publiques. Au fil du temps, il visite plus de 700 communes britanniques en costume de Green Cross Code Man afin de sensibiliser le public. Sa participation à cette campagne — qu'il qualifie par la suite de meilleur job de sa carrière — lui vaut d'être décoré en 2000 de l'Ordre de l'Empire britannique.
Par ailleurs, il a également supervisé l’entraînement de Christopher Reeve. Ce dernier, afin de se préparer pour le rôle de Superman dans le film homonyme de 1978, suit à l'époque un programme de culturisme afin de prendre 14 kg de muscles en seulement deux mois.

## Star Wars
- Sa grande taille (1,98 m) fit qu'il eut le choix d'interpréter le personnage de Chewbacca ou de Dark Vador. Il justifie sa décision en expliquant que « tout le monde se souvient du méchant ».
- Il partage son personnage avec deux autres comédiens. En effet, selon George Lucas, la voix du comédien britannique ne collant pas du tout avec le personnage à cause de son accent West Country, il fit appel à James Earl Jones pour doubler les dialogues de Prowse. Sebastian Shaw prête quant à lui son visage au personnage quand il se démasque finalement dans Star Wars, épisode VI : Le Retour du Jedi.
- En 2010, David Prowse a été interdit de tous les rassemblements Star Wars ainsi que des autres manifestations organisées par Lucasfilm Ltd. En effet, n'ayant jamais supporté la popularité de la voix du personnage par James Earl Jones ainsi que le fait d'avoir été remplacé par Sebastian Shaw pour la scène à visage découvert, Prowse a vivement critiqué George Lucas depuis la sortie de l'épisode VI (ce qui entraîna par ailleurs son absence dans La Revanche des Sith, où il fut remplacé par Hayden Christensen)[10].

## Autres rôles
David Prowse a participé à deux reprises à l'émission comique The Benny Hill Show, notamment lors du tout premier épisode, en 1969, dans la saynète Ye Olde Wishing Well où il interprète un homme musclé en petite tenue.
David Prowse a également eu une brève apparition dans le film Orange mécanique de Stanley Kubrick. Il y apparaît comme Julian, l'ami culturiste d'un vieil écrivain.

## Filmographie

### Cinéma
- 1967 : Casino Royale de Val Guest, Ken Hughes, John Huston, Joseph McGrath et Robert Parrish : le monstre de Frankenstein (non crédité)
- 1967 : En cinquième vitesse (Col cuore in gola) de Tinto Brass : Jelly-Roll's Partner (non crédité)
- 1968 : Les requins volent bas (Hammerhead) de David Miller : George
- 1969 : Double Jeu (Crossplot) d'Alvin Rakoff : Wedding guest
- 1970 : Les Horreurs de Frankenstein : Le monstre (en tant que Dave Prowse)
- 1971 : Carry on Henry VIII : Bearded Torturer (en tant que Dave Prowse)
- 1971 : Orange mécanique : Julian
- 1971 : Up Pompeii (en) : Muscular Man (non crédité)
- 1972 : Double Take : Actor
- 1972 : Le Cirque des vampires : Strongman (en tant que Dave Prowse)
- 1972 : The Chastity Belt : Sir Grumbel (en tant que Dave Prowse)
- 1973 : Serpent noir : Jonathan Walker (en tant que Dave Prowse)
- 1973 : White Cargo : Harry (en tant que Dave Prowse)
- 1974 : Callan : Arthur (en tant que Dave Prowse)
- 1974 : Frankenstein et le monstre de l'enfer : Monster (en tant que Dave Prowse)
- 1974 : The Best of Benny Hill : Muscleman ('Ye Olde Wishing Well')
- 1975 : Confessions of a Pop Performer : Man at Cinema
- 1977 : Gulliver's Travels
- 1977 : Jabberwocky : Red Herring and Black Knights (en tant que Dave Prowse)
- 1977 : Star Wars, épisode IV : Un nouvel espoir : Dark Vador
- 1977 : Le Continent oublié : Executioner (en tant que Dave Prowse)
- 1980 : Star Wars, épisode V : L'Empire contre-attaque : Dark Vador
- 1983 : Star Wars, épisode VI : Le Retour du Jedi : Dark Vador
- 2004 : Saving Star Wars : Dave Prowse
- 2006 : Open Mic'rs : Dave Prowse
- 2010 : The Kindness of Strangers : Frank Bryan

### Courts-métrages
- 2003 : Ravedactyl: Project Evolution
- 2006 : Order of the Sith: Downfall

### Télévision

#### Séries télévisées
- 1956 : The Edge of Night : Albert (1979)
- 1964 : World of Sport
- 1967 : Boy Meets Girl : Boy
- 1968 : Softly Softly : Johnny
- 1968 : The Beverly Hillbillies : Emlyn MacGregor
- 1968 : The Wednesday Play : Mooney
- 1968-1969 : Les Champions : Invité at Bey's party / Weightlifter
- 1969 : Département S : Adolfo
- 1969 : Le Saint : Tony
- 1969-1984 : The Benny Hill Show : Strongman / Muscleman in 'Ye Olde Wishing Well' Sketch
- 1970 : Ace of Wands : Kal
- 1970 : Callan : Wellington
- 1970 : Codename : Garde du corps
- 1970 : From a Bird's Eye View : First Vespucci
- 1970 : Hark at Barker : Masseur
- 1971 : The Marty Feldman Comedy Machine : Various Characters
- 1972 : Doctor Who : Minotaur
- 1973 : Arthur of the Britons : Brosk / Col
- 1973 : Sir Yellow : Garde du corps
- 1973 : The Tomorrow People : Android
- 1973 : The Two Ronnies
- 1974 : Doctor at Sea : Nobby
- 1974 : La Vie secrète d'Edgar Briggs : Johansson
- 1975 : And Mother Makes Five
- 1975 : Churchill's People : Hnaudifida
- 1975 : La Petite Maison dans la prairie : Sawmill foreman
- 1976 : Cosmos 1999 : Cloud Creature
- 1976 : The Kenneth Williams Show
- 1976 : The Morecambe & Wise Show
- 1976 : Warship : The Ape
- 1977 : The Dick Emery Show
- 1978 : A Horseman Riding By : Jem Pollock
- 1979 : You Can't Be Serious : Lui-même
- 1980 : Star Games : Lui-même
- 1980 : The Morecambe & Wise Show : Cosmo the Giant
- 1981 : Arena : Lui-même
- 1981 : Take a Chance : Atom
- 1981 : The Hitchhiker's Guide to the Galaxy : Garde du corps
- 1981 : The Rose Medallion : Stanley
- 1989 : Crossbow : Cassius
- 1990 : This Is Your Life : Lui-même
- 1998 : Light Lunch : Lui-même
- 1998 : Vita lögner : Hotel Invité
- 2004 : Ultimate Sci-Fi Top 10 : Lui-même
- 2005 : After They Were Famous : Lui-même
- 2011 : Southern Troopers : Lui-même
- 2012 : Tracks : Lui-même
- 2015 : Cinema 3 : Lui-même
- 2015 : Die Abendschau : Lui-même
- 2015 : Southern Troopers : Force Ghost
- 2016 : Mission Backup Earth : Professor Henry Wales

#### Téléfilms
- 1977 : The Making of 'Star Wars' : Dark Vador (non crédité)
- 1978 : As You Like It : Charles
- 1998 : The Best of Hollywood : Lui-même - Interview
- 2002 : Wizard World Chicago 2002 : Lui-même (en tant que Dave Prowse)
- 2003 : The 100 Greatest Scary Moments : Lui-même
- 2008 : Bring Back... Star Wars : Lui-même
- 2015 : Greatest Sci-Fi Movies : Lui-même